# Oligocentria violascens
Oligocentria violascens är en fjärilsart som beskrevs av Herrich-Schäffer 1855. Oligocentria violascens ingår i släktet Oligocentria och familjen tandspinnare. Inga underarter finns listade i Catalogue of Life.